# StellAmigo Iwate Hanamaki
Lo StellAmigo Iwate Hanamaki (ステラミーゴいわて花巻?) è una squadra giapponese di calcio a 5 di Hanamaki, prefettura di Iwate, fino alla stagione 2011/2012 militava in F. league, attualmente è iscritta alla Northeast Futsal League.

## Storia
Fondata nel 2007, ha giocato in F League, la massima serie del campionato giapponese di calcio 5, fino alla stagione 2010/2011.
Nel dicembre del 2011, a seguito dei controlli fatti dai responsabili della F. League, la società non viene fatta iscrivere al massimo campionato di futsal giapponese, perché priva dei requisiti e dei fondi necessari. Nel 2012, la società riparte dalla Northeast Futsal League.

## Colori e simbolo

### Colori
I colori della maglia degli StellAmigo Iwate sono il viola e il nero.

## Stadio
Gli StellAmigo giocano le loro partite casalinghe al Hanamaki Gymnasium, che contiene circa 2.000 posti.

## Statistiche e record

### Partecipazione ai campionati
| Categoria               | Partecipazioni | Debutto | Ultima stagione |
| ----------------------- | -------------- | ------- | --------------- |
| F. League               | 5              | 2007    | 2011            |
| Northeast Futsal League | 3              | 2012    | 2014            |